# Maria Cristina-waterval
De Maria Cristina-waterval is een waterval in de Agus op het zuidelijke Filipijnse eiland Mindanao. De waterval, die ook weleens Twin Falls wordt genoemd, omdat hij door een groot rotsblok in twee delen uiteenvalt, is een van de meer dan 20 watervallen in Iligan. Iligan staat dan ook wel bekend als de "City of Majestic Waterfalls". De Maria Cristina-waterval ligt op 9,3 kilometer ten zuidwesten van het centrum van Iligan in de barangays Maria Cristina, Ditucalan en Buru-un. De Maria Cristina-waterval is behalve een toeristische attractie ook de bron voor de aanliggende Agus VI waterkrachtcentrale.